# Museo dell'Opera del Duomo (Prato)
El Museo dell'Opera del Duomo de Prato se encuentra en la plaza de la catedral de esa ciudad y usa algunos locales del palacio episcopal adyacente a la catedral.

## Historia
El pequeño patio que precede al palacio episcopal de la ciudad de Prato da acceso al museo, que fue creado en 1967 con dos salas y ampliado en 1976 para hospedar obras provenientes de toda la diócesis de Prato y los relieves del púlpito de la catedral realizados por Donatello. 
En 1980 el museo se amplió con las criptas que se encuentran bajo el transepto de la catedral y otros espacios entre los años 1993 y 1996. Actualmente se están realizando trabajos que permitan unir las secciones en un solo recorrido que atraviese las salas actuales, alrededor del claustro románico y que concluyan bajo la catedral.

## Sala del siglo XIII y XIV
La Sala hospeda importantes esculturas y pinturas (sobre todo parte de polípticos) del siglo XIII a los inicios del XV propios de Prato.
La obra más antigua (donación de Pina y Giuliano Gori) es una Cabeza de Cristo (1220-1230), escultura en madera de ámbito aretino. Alrededor de 1262 fue realizado el altorrelieve proveniente de la Abadía de Montepiano, firmado por Giroldo da Como, con la Virgen en el trono entre San Miguel Arcángel, Pedro y Pablo, con el Abad Benvenuto, en el que los elementos de tradición bizantina se unen a otros más clásicos imitando a Nicola Pisano.
En la sala hay también una Virgen con el Niño, escultura en madera de 1310 a 1330 (donada por la familia Rocchi). Entre las pinturas que se encuentran en las paredes hay una Virgen del Parto (uno de los más antiguos ejemplos de este tema tan poco frecuente en el arte), pintada alrededor de 1320 por un artista del entorno de Giotto.  También la Virgen con el Niño (1365) obra de Carteano, dos paneles con los Santos Mateo y Juan, Santiago y Antonio Abad (alrededor de 1415), obra madura de Giovanni Toscani; dos mesas con San Santiago y san Juan Bautista (1370) del florentino Giovanni Bonsi; una luminosa Anunciación (1410) de Pizzidimonte atribuida a Lorenzo di Niccolò y una Crucifixión (de Cantagallo) obra de un artista de ámbito geriniano. En la vitrina contigua, además de un antifonario, hay cálices y cruces de los siglos XIV-XV.

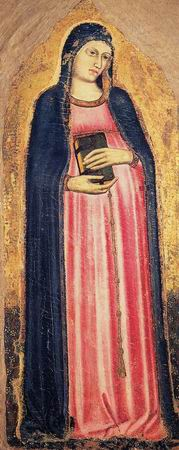
La Virgen del parto
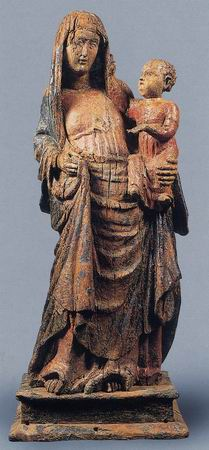
Virgen con el Niño
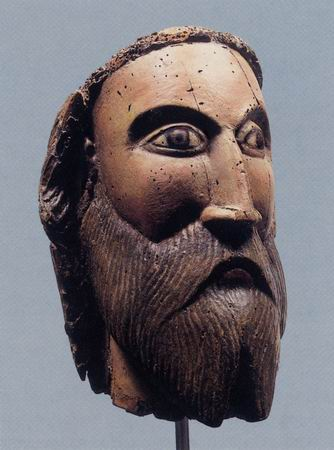
Cabeza de Cristo de 1220-1230
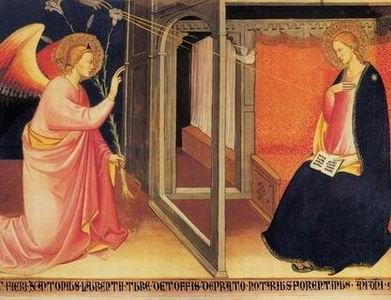
Anunciación atribuida a Lorenzo di Niccolò

## Sala dei Parati

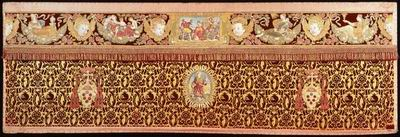
Palio del.

Contigua a la sala anterior está la Sala dei Parati, donde se conservan cuatro «graduales» miniados, ornamentos sagrados, platas del siglo XVI al XIX.
Notable es el Coral D (1429 - 1430), miniado por Rossello Franchi y Matteo Torelli; el Coral C fue elaborado en el año 1435 por la Abadía de San Fabiano y miniado por Meo di Frosino y Battista di Niccolò. Los corales B y A fueron miniados por Attavante Attavanti entorno al año 1501 con figuras de la naturaleza.
La sala debe su nombre al cortinaje (parato) de San Esteban, donado alrededor del año 1590 a la iglesia de Prato por Alessandro de' Medici (luego Papa León XI), realizado en terciopelo rojo cincelado en fondo de entretela de oro y enriquecido por ricos bordados. Se expone el bello palio con bordados, sobre un probable diseño de Giovanni Maria Butteri. 
De la sacristía de la capilla del Cíngulo proviene el monumental lavabo en pietra serena (1487), de Lorenzo di Salvadore (quizás diseñado por Giuliano da Sangallo). A los pies del lavabo hay dos trípodes de hierro batido y un faldistorio (silla episcopal) del siglo XV o XVI. En las vitrinas hay misales con cubiertas de plata y dos ostensorios de inicios del siglo XVIII.

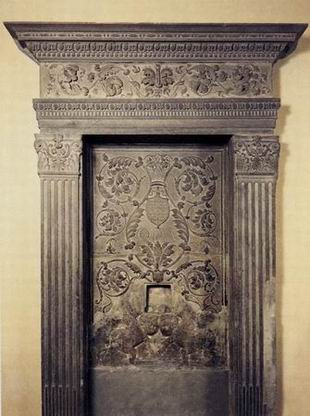
Lavabo
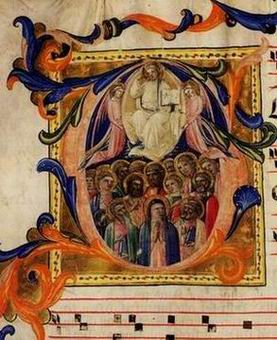
Coral C
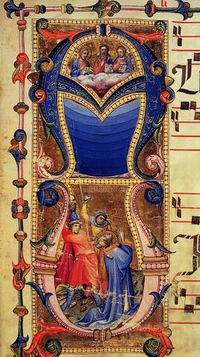
Coral D
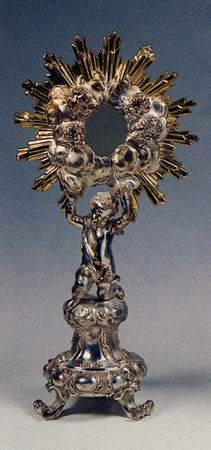
Ostensorio del siglo XVIII

## Sala del Cíngulo

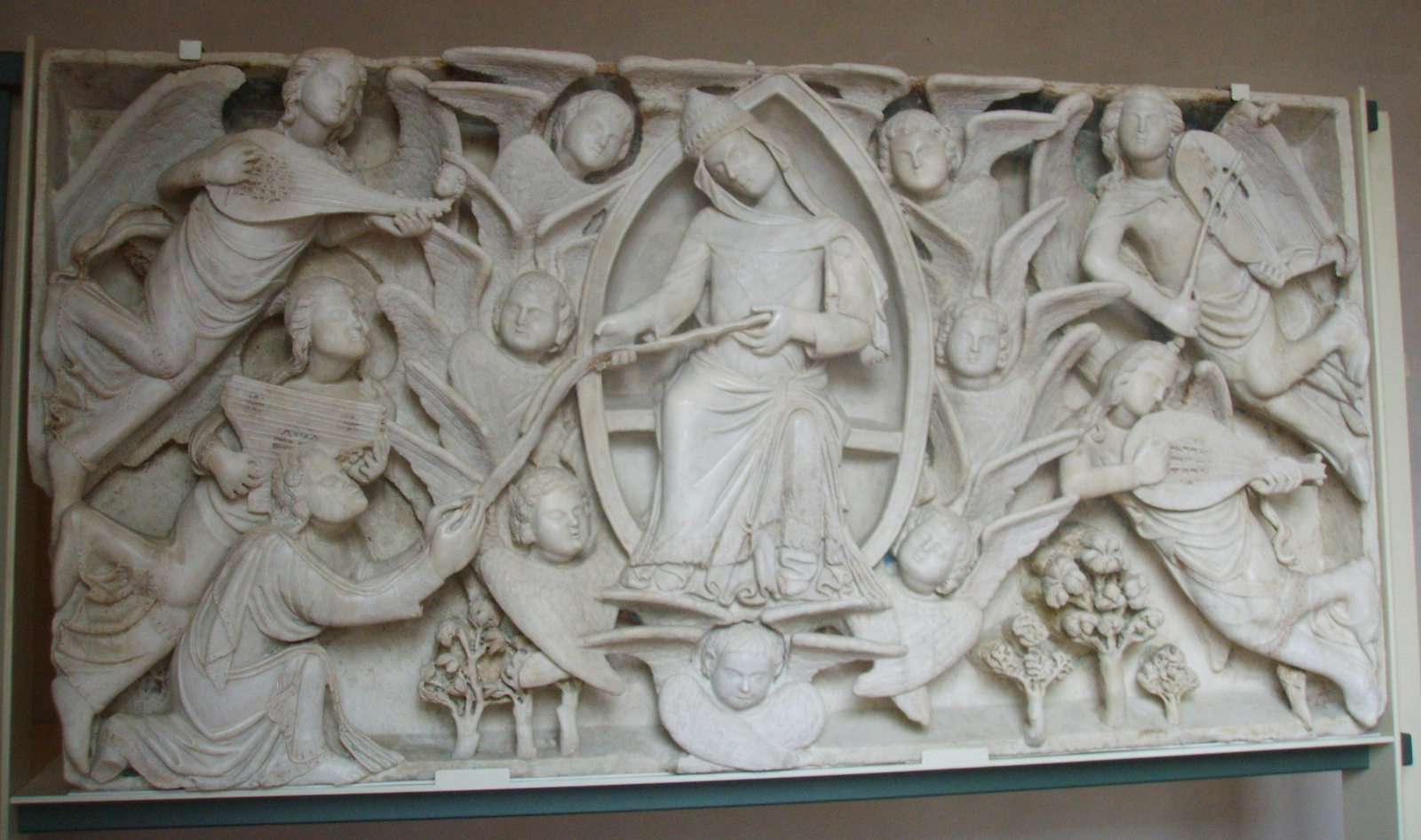
Niccolò di Cecco del Mercia, Asunta que ofrece el Cíngulo a Santo Tomás

La sala contigua expone obras relacionadas con el culto por las reliquias marianas del Cíngulo: platas del siglo XVII-XIX, tejidos (manteles y dalmáticas para la estatua), preciosos relieves de mármol blanco obras de Niccolò di Cecco del Mercia y de su hijo Sano: la Asunción que ofrece el Cíngulo a Santo Tomás y Santo Tomás que entrega el Cíngulo a un sacerdote, que constituían parte de un púlpito externo; al lado la Dormitio Virginis («dormición de la Virgen») y la Coronación de la Virgen (que se encuentra incompleta), quizás usadas para el parapeto interior de la iglesia. Las láminas (expresivas pero más contemporáneas) muestran una narración y resultan más expresivas debido al tallado profundo, que crea netos contrastes de luz.
Finalmente la sala expone el modelo en yeso del palio de Emilio Greco con la Dormitio Virginis (1983) realizado para el altar del Cíngulo después del robo del anterior.

## Excavaciones y sección arqueológica

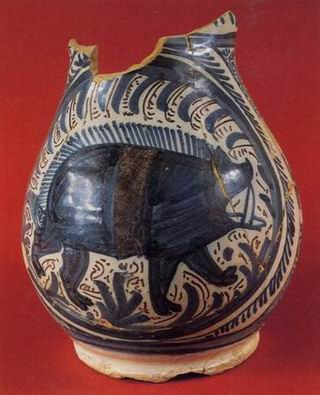
Restos en cerámica bajo medievales.

De la sala del Cíngulo se baja a la zona semienterrada, alcanzando a mano izquierda el área de excavaciones realizada para unir la primera sección del museo con las salas que se encuentran a lo largo del claustro. Tales excavaciones han permitido encontrar algunos restos de cerámicas etruscas del siglo IV a. C. que atestiguan la presencia humana en la zona antes de la formación del núcleo habitado por los lombardos.
Además de una sepultura de una mujer del siglo IX, entre los restos de estructuras que se han encontrado con las excavaciones hay dos hornos, quizás de pan, del siglo IX - X.

## Sala del Renacimiento

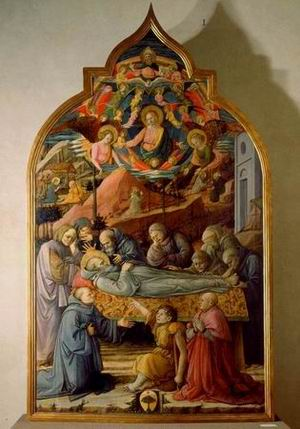
Filippo Lippi, Exequias de san Jerónimo

De las excavaciones se asciende a un ambiente de estructuras típicas del siglo XV que hospeda algunas pinturas de ese período. El principal es el de Filippo Lippi Las exequias de san Jerónimo, encargado por Geminiano Inghirami para la catedral hacia el año 1453. También la Virgen con el Niño entre los santos Justo y Clemente (1449) realizada para Faltugnano por el Maestro de la Navidad de Castello (se cree que se trataba de Piero di Lorenzo di Pratese), colaborador de Lippi.
La obra más antigua es la Trinidad (1435) de Andrea di Giusto; datables hacia el último decenio del siglo XV son un Crucifijo pintado sobre las dos caras de una mesa, atribuido a Botticelli y la Santa Lucía, obra de un artista que siente la influencia de Domenico Ghirlandaio y de Francesco Botticini. Hay también una vidriera con La anunciación (1509) obra de Paolo di Mariotto da Gambassi, algunas mesas pequeñas del siglo XVI de Domenico di Zanobi y Franceso Brina, dos Virgen con el Niño de Maso da San Friano y un retrato de Lapo Spighi, del veronés Sebastiano Vini.

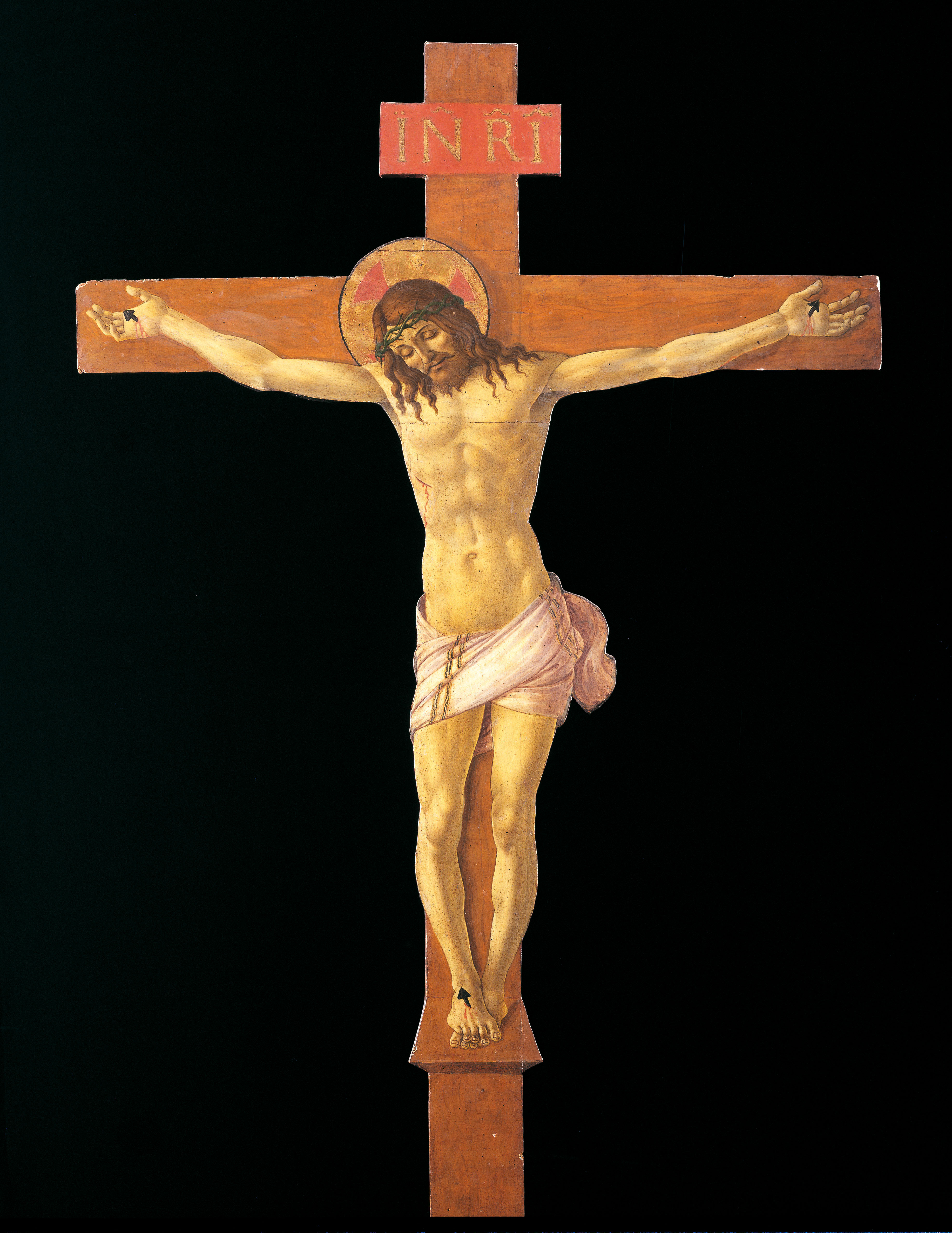
Crucifijo atribuido a Botticelli
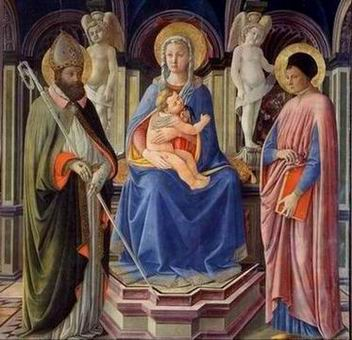
Madonna e il Bambino tra i santi Giusto e Clemente (1449), Maestro de la Navidad de Castello
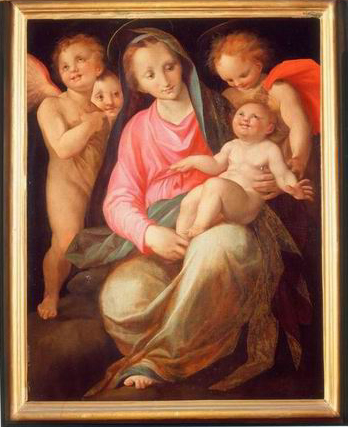
Virgen con el Niño, Maso da San Friano
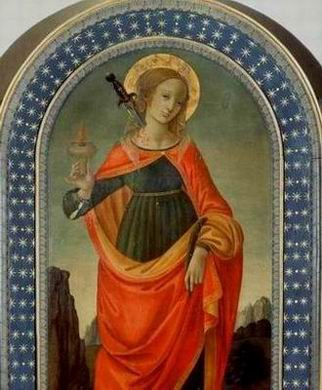
Santa Lucía

## Sala del Púlpito

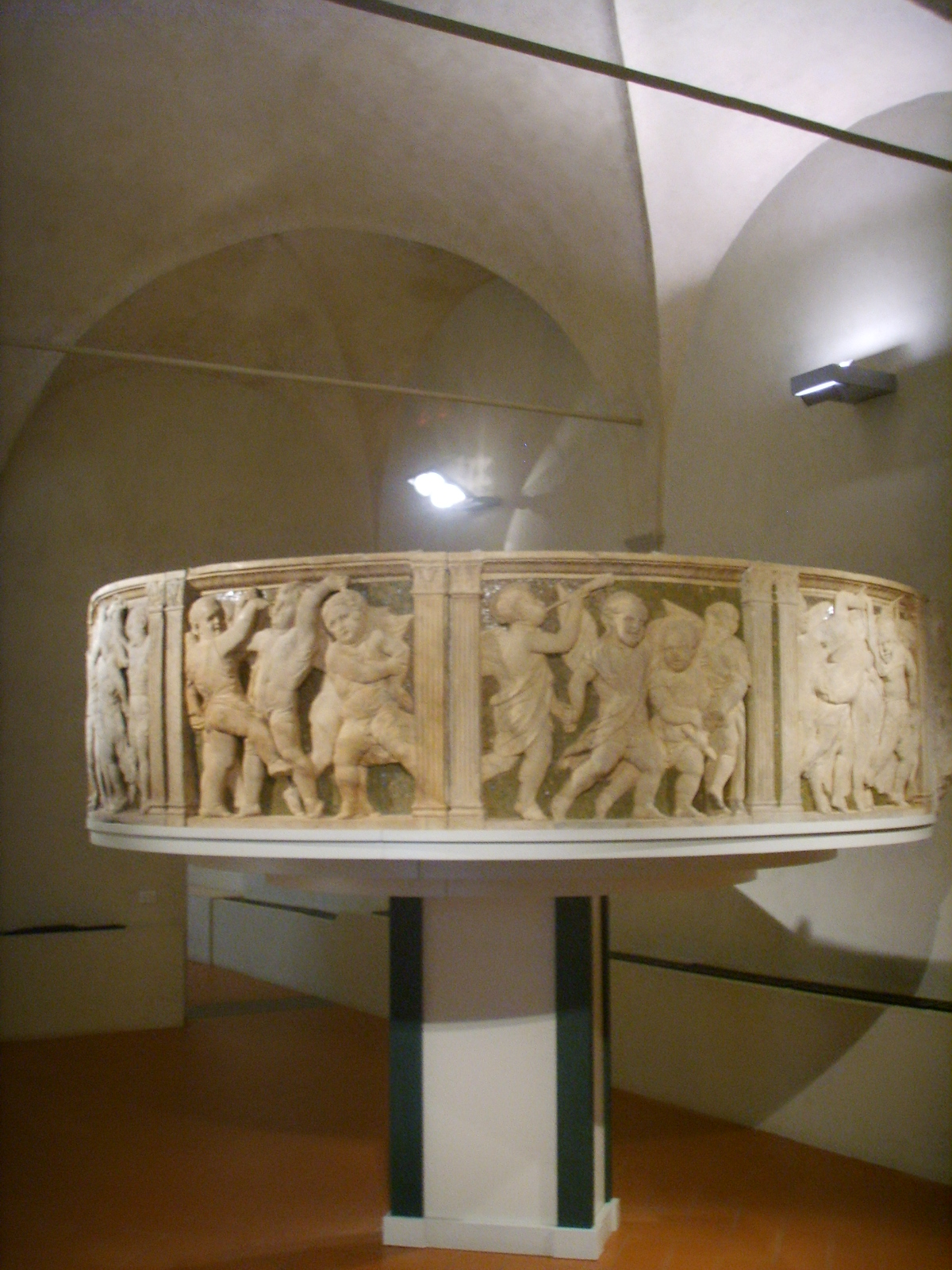
El púlpito de Donatello.

La sala contigua alberga en el centro el parapeto del púlpito externo de la catedral, realizado por Donatello. Los relieves fueron quitados en 1970 debido a la deficiente conservación y fueron sustituidos por imitaciones. Después de una restauración (completada en 1999) hecha con láser e infrarrojos, el conjunto ha recuperado la unidad y legibilidad. 
Donatello, retomando la solución adoptada en el Museo dell'Opera del Duomo de Florencia, recreó una danza festiva de amorcillos, pero usó otro estilo. El parapeto reproduce las formas de un templo circular sobre pilastras canalizadas que lo dividen en siete recuadros, dentro de los cuales se encuentra la danza de los grupos de ángeles que festejan.
Unido a la reliquia está la cápsula para el Cíngulo, obra de Maso di Bartolomeo. Allí estuvo el Cíngulo hasta 1633. Cerca del trabajo de Donatello hay un busto en terracota de san Lorenzo, proveniente de Pizzidimonte, de inicios del siglo XV. La sala muestra también algunas esculturas de mármol realizadas por Francesco di Simone Ferrucci para la catedral (el Jesús niño bendiciendo, esculpido hacia 1486 y restos del coro de la iglesia, realizado en 1474 – 1476). 
La siguiente sala, hasta ahora usada para muestras temporales, ha quedado reservada para alojar pinturas y platerías sagradas de los siglos XVI al XIX.

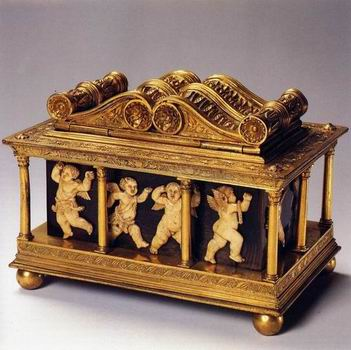
Maso di Bartolomeo, cápsula del Cíngulo (1446-48)
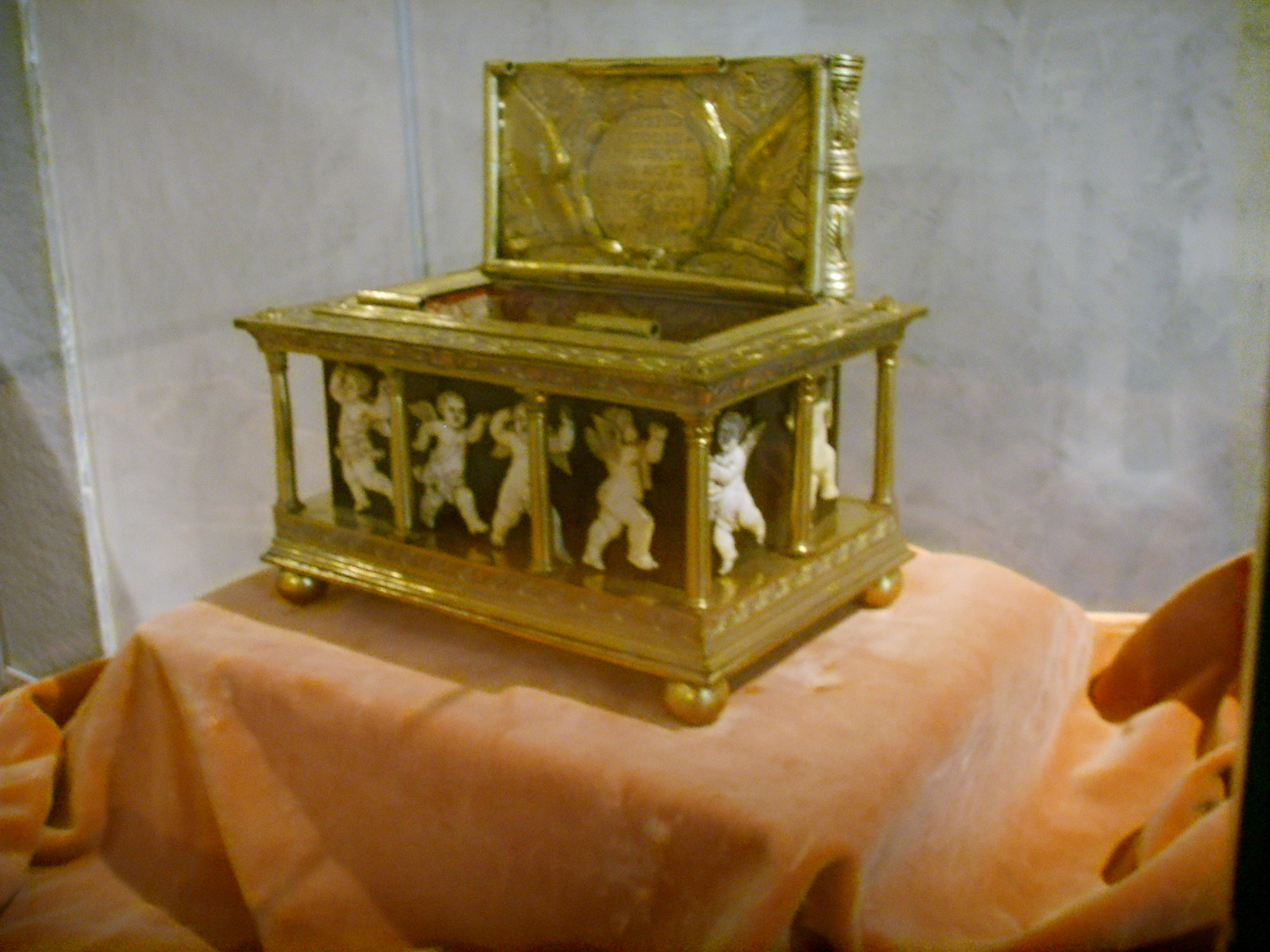
Maso di Bartolomeo, cápsula del Cíngulo (abierta)
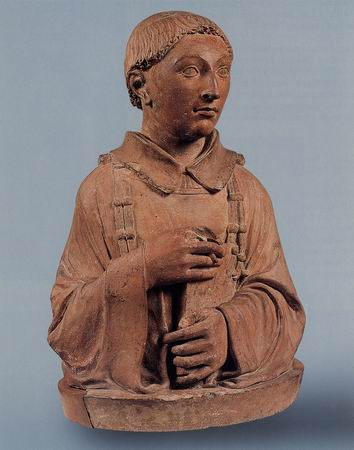
Busto en terracota de San Lorenzo
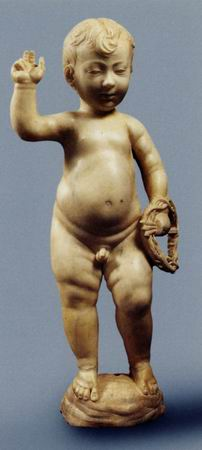
Francesco di Simone Ferrucci, Jesús niño benediciente (inspirado en un modelo de Desiderio da Settignano

## Sala delsigloXVII

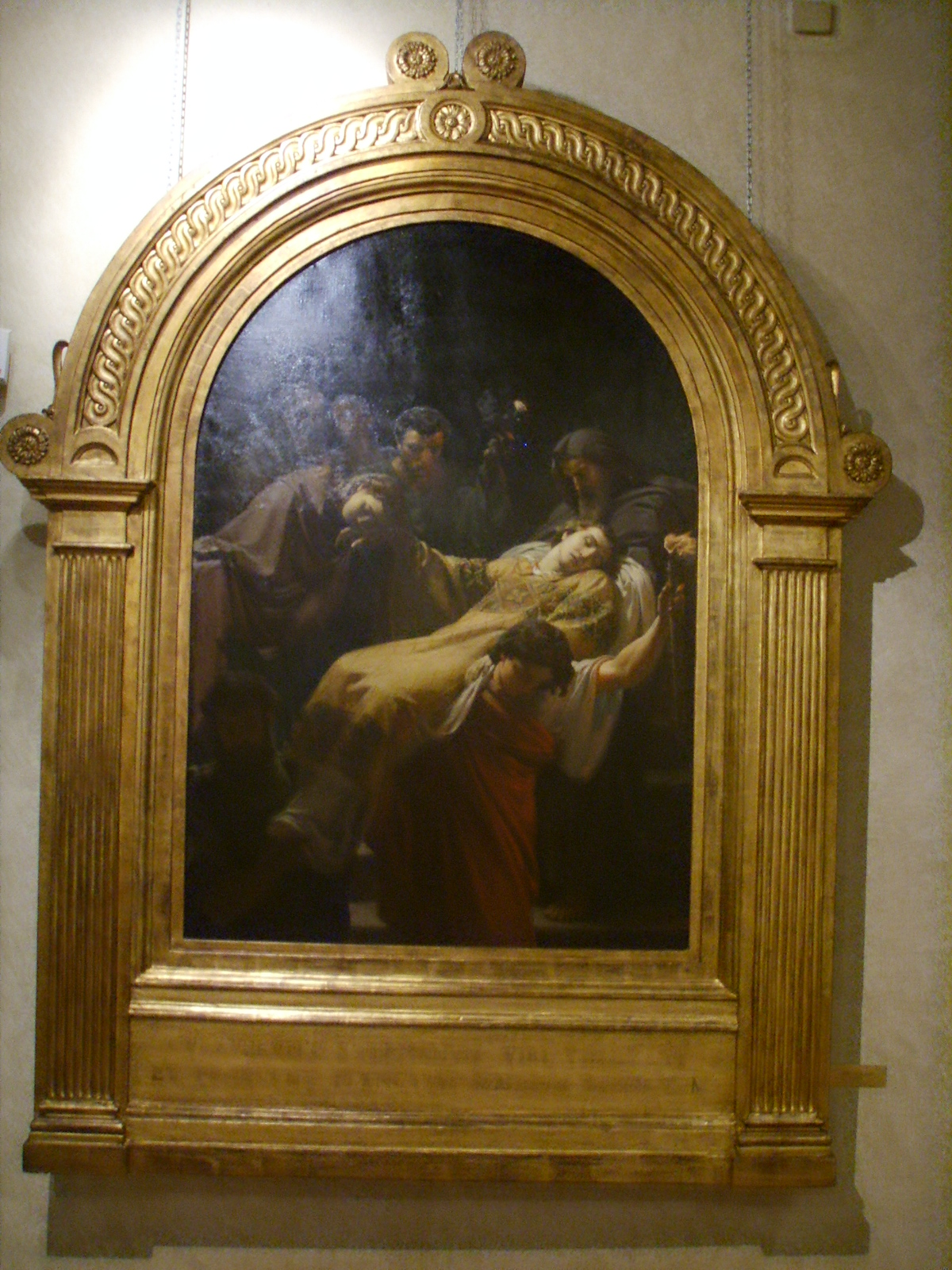
Alessandro Franchi, Transporte de san Esteban

El ambiente contiguo acoge interesantes retablos y enseres sagrados del siglo XVII. Entre las telas una Santa Cecilia (1615-1620), pintada por Matteo Rosselli, una Samaritana en el pozo (alrededor de 1630) posiblemente de Vignali, o un boceto de Empoli para el techo de la Catedral de Livorno: la Virgen que ofrece el Niño a San Francisco (de alrededor de 1619).
Tres grandes telas provienen de la catedral, un Martirio de San Lorenzo (1666-1668) de Mario Balassi, completada por Carlo Dolci, el artista más representativo del siglo XVII florentino, autor también de la tela escenográfica con el Ángel custodio (1670-1675). Notable también la tela del flamenco Livio Mehus con San Pedro de Alcántara que da la comunión a Santa Teresa de Jesús (1683), inspirada en el tardobarroco romano.
La obra más tardía presente (donación de la familia Pecci) es el Transporte del cadáver de san Esteban (1865), pintada por Alessandro Franchi. Una vidriera expone un cáliz de Cosimo Merlini y un ostensorio de Lorenzo Loi.

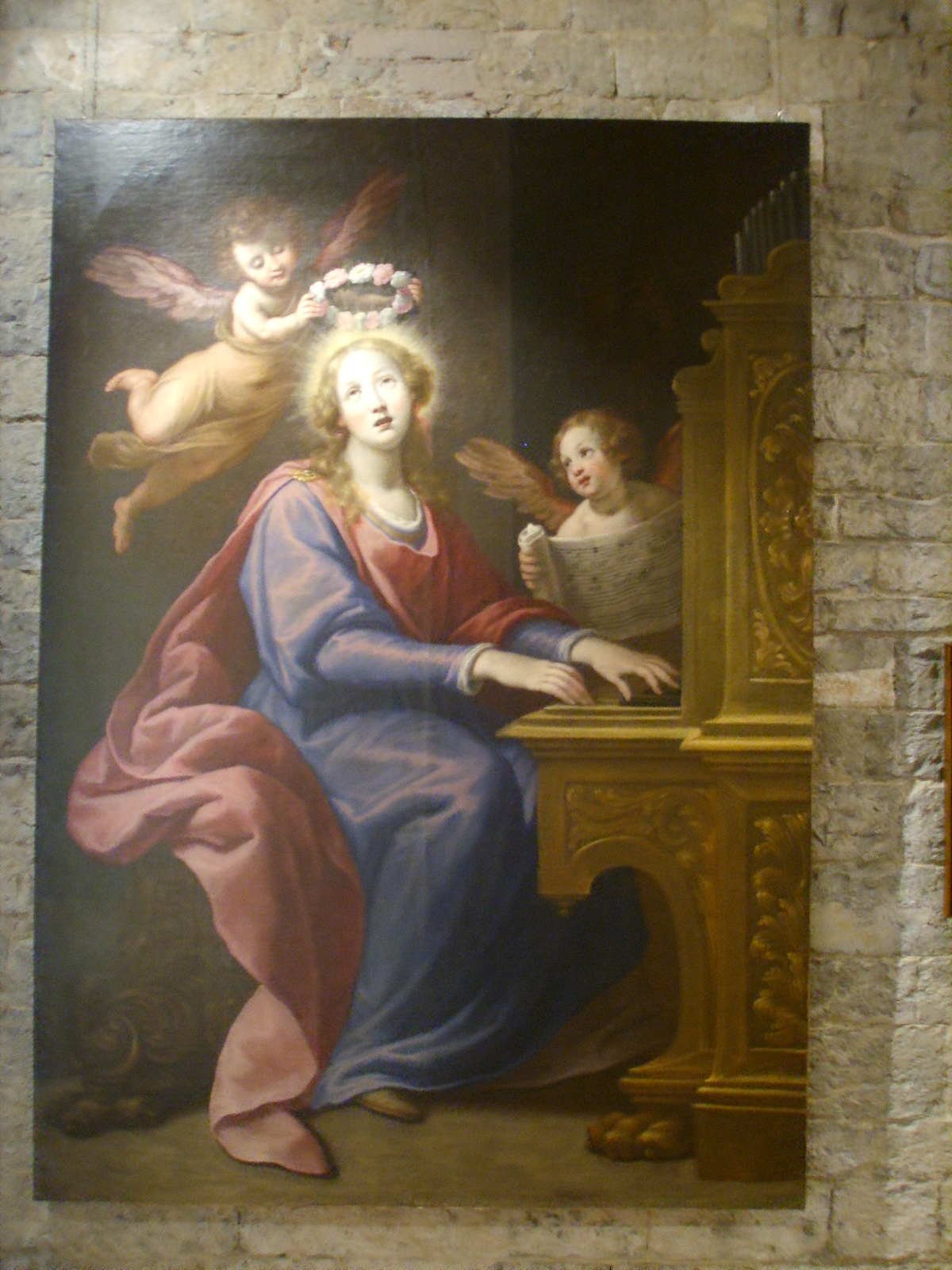
Matteo Rosselli, Santa Cecilia
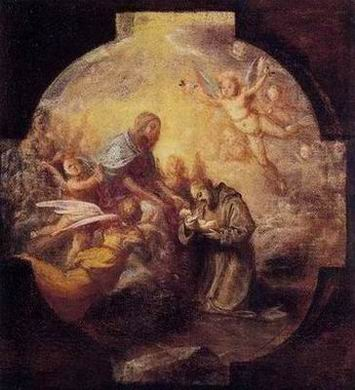
L'Empoli, la Virgen y san Francisco
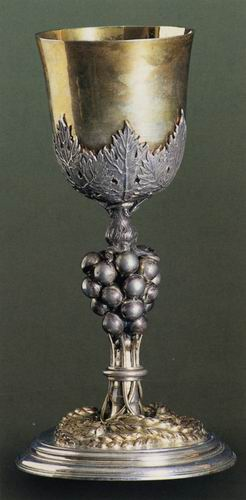
Cáliz de Cosimo Merlini
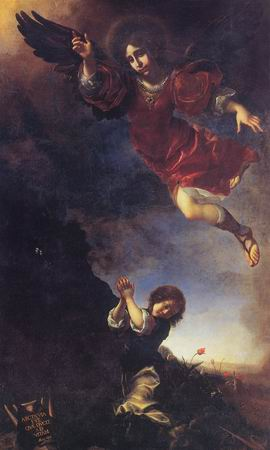
Carlo Dolci, El ángel custodio (1670-75)

## Claustro románico

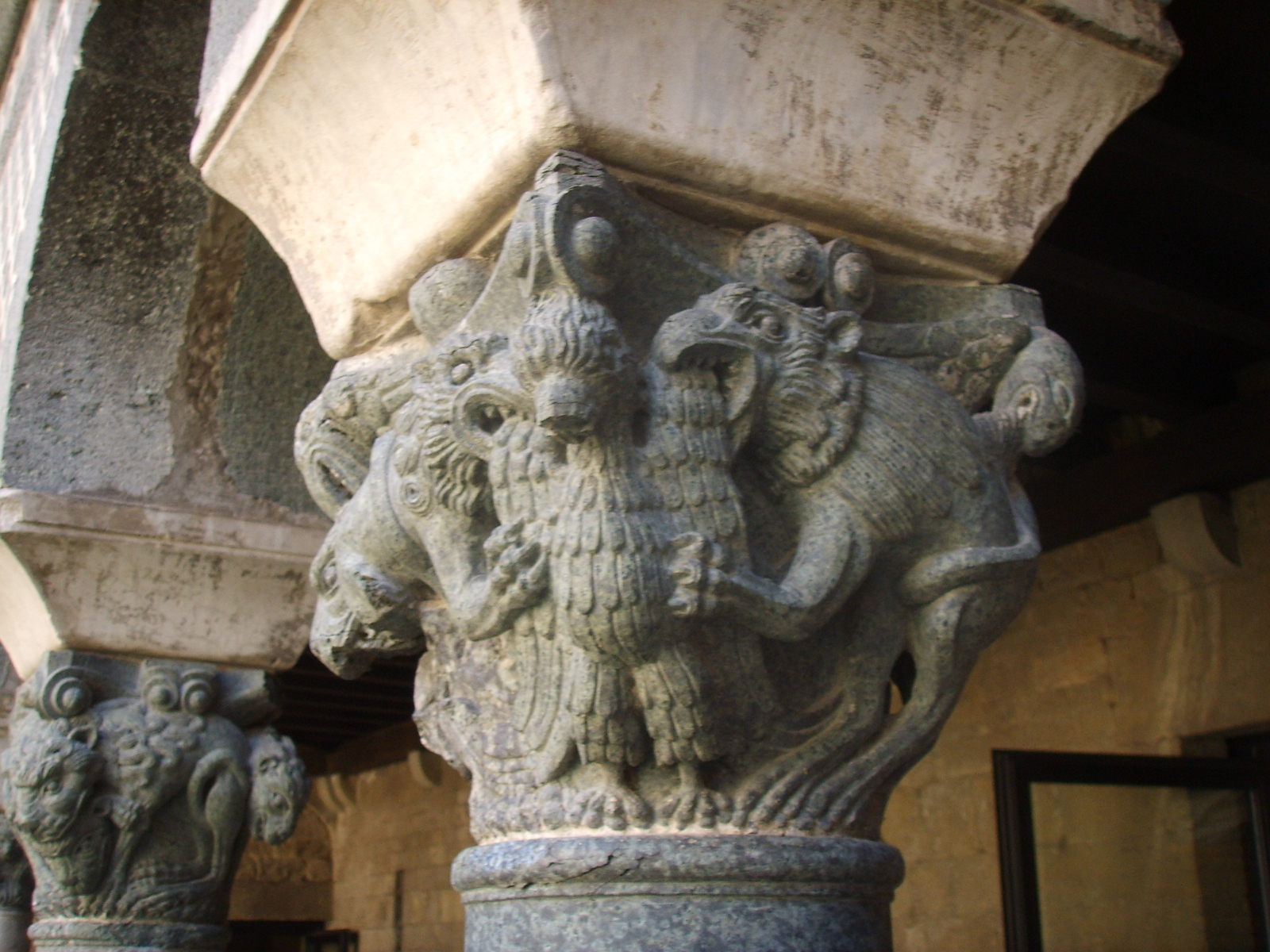
Obras del Maestro de Cabestany en el claustro.

A un lado de esta sala está el claustro románico, con incrustaciones de mármol de dos colores, realizado durante la segunda mitad del siglo XII, con elementos de cultura florentina, pistoyesa y románico lombardo. Los once arcos se empalman con las columnas de mármol blanco y a otras de serpentino verde. Estas últimas columnas han sido embellecidas con capiteles zoomorfos atribuidos al Maestro de Cabestany.
En el prado ante el claustro se ha colocado una obra donada en el año 2001 por Pina y Giuliano Gori: Cuadro para Donatello, homenaje de Robert Morris al artista del Renacimiento.